# Parish
|  | Per a altres significats, vegeu «Benjamin Thomas Parish». |

Parish és una població dels Estats Units a l'estat de Nova York. Segons el cens del 2000 tenia 512 habitants.

## Demografia
Segons el cens del 2000, Parish tenia 512 habitants, 191 habitatges, i 132 famílies. La densitat de població era de 128,4 habitants per km².
Dels 191 habitatges en un 39,3% hi vivien nens de menys de 18 anys, en un 55,5% hi vivien parelles casades, en un 11% dones solteres, i en un 30,4% no eren unitats familiars. En el 24,6% dels habitatges hi vivien persones soles el 12% de les quals corresponia a persones de 65 anys o més que vivien soles. El nombre mitjà de persones vivint en cada habitatge era de 2,68 i el nombre mitjà de persones que vivien en cada família era de 3,26.
Per edats la població es repartia de la següent manera: un 31,1% tenia menys de 18 anys, un 8% entre 18 i 24, un 29,7% entre 25 i 44, un 18,6% de 45 a 60 i un 12,7% 65 anys o més.
L'edat mediana era de 36 anys. Per cada 100 dones de 18 o més anys hi havia 96,1 homes.
La renda mediana per habitatge era de 35.903 $ i la renda mediana per família de 40.893$. Els homes tenien una renda mediana de 31.771 $ mentre que les dones 21.250 $. La renda per capita de la població era de 14.902 $. Entorn del 8,5% de les famílies i el 10,5% de la població estaven per davall del llindar de pobresa.